# A Fülöp-szigetek az 1952. évi nyári olimpiai játékokon
A Fülöp-szigetek a finnországi Helsinkiben megrendezett 1952. évi nyári olimpiai játékok egyik részt vevő nemzete volt. Az országot az olimpián 7 sportágban 25 sportoló képviselte, akik érmet nem szereztek.

## Atlétika
Férfi
| Versenyző     | Versenyszám | Selejtező | Selejtező | Döntő    | Döntő    |
| Versenyző     | Versenyszám | Eredmény  | Helyezés  | Eredmény | Helyezés |
| ------------- | ----------- | --------- | --------- | -------- | -------- |
| Andrés Franco | Magasugrás  | 184 cm    | 31.       | kiesett  | kiesett  |

## Birkózás
Szabadfogású
| Versenyző             | Versenyszám | 1. forduló                 | 2. forduló               | 3. forduló        | 4. forduló        | 5. forduló        | 6. forduló        | 7. forduló        | 8. forduló        | Helyezés |
| Versenyző             | Versenyszám | Ellenfél Eredmény          | Ellenfél Eredmény        | Ellenfél Eredmény | Ellenfél Eredmény | Ellenfél Eredmény | Ellenfél Eredmény | Ellenfél Eredmény | Ellenfél Eredmény | Helyezés |
| --------------------- | ----------- | -------------------------- | ------------------------ | ----------------- | ----------------- | ----------------- | ----------------- | ----------------- | ----------------- | -------- |
| Gonzalo Monte-Manibog | 62 kg       | Henry Holmberg (SWE) · 0-3 | Roger Bielle (FRA) · 0-3 | kiesett           | kiesett           | kiesett           | kiesett           | kiesett           | kiesett           | 16.      |

## Kosárlabda
- Tony Genato
- Antonio Martínez
- Antonio Tantay
- Carlos Loyzaga
- Eddie Lim
- Florentino Bautista
- José Cochongco
- Mariano Tolentino
- Melito Santos
- Pons Saldaña
- Rafael Hechanova
- Ramón Campos

### Eredmények
Selejtező
B csoport
| 1952. július 14. | Fülöp-szigetek (PHI) | 57–47 | Izrael |  |
| 1952. július 14. | (29–27)              |       |        |  |

| 1952. július 17. | Fülöp-szigetek (PHI) | 48–35 | Magyarország |  |
| 1952. július 17. | (26–19)              |       |              |  |

3. csoport
| Csapat         | JM | GY | V | DP  | KP  | +/- | PT |
| -------------- | -- | -- | - | --- | --- | --- | -- |
| Argentína      | 3  | 3  | 0 | 239 | 196 | +43 | 6  |
| Brazília       | 3  | 2  | 1 | 184 | 179 | +5  | 5  |
| Fülöp-szigetek | 3  | 1  | 2 | 192 | 221 | -29 | 4  |
| Kanada         | 3  | 0  | 3 | 201 | 220 | -19 | 3  |

| 1952. július 25. | Argentína (ARG) | 85–59 | Fülöp-szigetek |  |
| 1952. július 25. | (44–30)         |       |                |  |

| 1952. július 26. | Brazília (BRA) | 71–52 | Fülöp-szigetek |  |
| 1952. július 26. | (32–25)        |       |                |  |

| 1952. július 27. | Fülöp-szigetek (PHI) | 81–65 | Kanada |  |
| 1952. július 27. | (40–35)              |       |        |  |

| Csapat         | Helyezés |
| -------------- | -------- |
| Fülöp-szigetek | 9.       |

## Ökölvívás
| Versenyző          | Versenyszám  | Selejtező                     | Nyolcaddöntő              | Negyeddöntő       | Elődöntő          | Döntő             | Helyezés |
| Versenyző          | Versenyszám  | Ellenfél Eredmény             | Ellenfél Eredmény         | Ellenfél Eredmény | Ellenfél Eredmény | Ellenfél Eredmény | Helyezés |
| ------------------ | ------------ | ----------------------------- | ------------------------- | ----------------- | ----------------- | ----------------- | -------- |
| Al Asuncion        | Légsúly      | Basil Thompson (BIR) · TKO    | Willie Toweel (RSA) · 1-2 | kiesett           | kiesett           | kiesett           | 9.       |
| Alejandro Ortuoste | Harmatsúly   |                               | John McNally (IRL) · 0-3  | kiesett           | kiesett           | kiesett           | 9.       |
| Benjamin Enríquez  | Könnyűsúly   | Aleksy Antkiewicz (POL) · 0-3 | kiesett                   | kiesett           | kiesett           | kiesett           | 17.      |
| Ernesto Porto      | Kisváltósúly | Bruno Visintin (ITA) · KO     | kiesett                   | kiesett           | kiesett           | kiesett           | 17.      |
| Vicente Tuñacao    | Váltósúly    | José Dávalos (MEX) · TKO      | kiesett                   | kiesett           | kiesett           | kiesett           | 17.      |

## Sportlövészet
| Versenyző    | Versenyszám          | Eredmény | Helyezés |
| ------------ | -------------------- | -------- | -------- |
| Félix Cortes | Szabadpisztoly       | 521      | 22.      |
| Félix Cortes | Gyorstüzelő pisztoly | 537      | 45.      |
| Martin Gison | Gyorstüzelő pisztoly | 550      | 36.      |
| Martin Gison | Szabadpisztoly       | 515      | 32.      |
| Martin Gison | Sportpuska, fekvő    | 397      | 13.      |
| César Jayme  | Sportpuska, fekvő    | 397      | 15.      |

## Súlyemelés
| Versenyző           | Versenyszám | Nyomás   | Nyomás   | Szakítás | Szakítás | Lökés    | Lökés    | Összesen | Helyezés |
| Versenyző           | Versenyszám | Eredmény | Helyezés | Eredmény | Helyezés | Eredmény | Helyezés | Összesen | Helyezés |
| ------------------- | ----------- | -------- | -------- | -------- | -------- | -------- | -------- | -------- | -------- |
| Pedro Landero       | 56 kg       | 90,0     | 2.***    | 87,5     | 6.**     | 115,0    | 5.*      | 292,5    | 6.       |
| Rodrigo del Rosario | 60 kg       | 105,0    | 1.       | 92,5     | 11.**    | 120,0    | 8.****   | 317,5    | 4.       |

* - egy másik versenyzővel azonos eredményt ért el

** - két másik versenyzővel azonos eredményt ért el

*** - három másik versenyzővel azonos eredményt ért el

**** - négy másik versenyzővel azonos eredményt ért el

## Úszás
Férfi
| Versenyző        | Versenyszám  | Előfutam | Előfutam | Előfutam | Döntő   | Döntő    |
| Versenyző        | Versenyszám  | Idő      | Hely.    | Össz.    | Idő     | Helyezés |
| ---------------- | ------------ | -------- | -------- | -------- | ------- | -------- |
| Sambiao Basanung | 1500 m gyors | 20:58,6  | 7.       | 29.      | kiesett | kiesett  |